# SAE J1772
SAE J1772は、国際標準化の後にJプラグまたはタイプ1コネクタとしても知られている電気自動車用充電コネクタ規格である。
凡そ日本で販売されているEVの全てが対応する。例外のテスラも変換コネクタで対応できる。
J1772 5ピン標準の最大の特徴は、家庭用のコンセントなどから得られる交流電力をそのまま利用している点である。いわゆる普通充電用の規格である。
このため、充電器と非公式に呼ばれることもあるが、実際には変電は車両のオンボード充電器で行われるため、正確に言えば充電器ではない。J1772は正式には"electric vehicle supply equipment" (EVSE)と分類される。
J1772はコンセントと異なり接続時アーク放電を防止するなど安全機能の他、電流制限値を車両側に通知するなどの役割を担う。
J1772は広範囲の単相（1φ）交流電流（AC）をサポートする。それらは、1.44 kW（12 A @ 120 V）を提供できる家庭用NEMA5-15アウトレットに接続できるポータブルデバイスから、最大19.2 kW（80 A @ 240 V）を提供できるハードワイヤード機器にまで及ぶ。
2011年には急速充電用の直流電流コネクタの要件も追加された。　Combined Charging System（CCS）Combo1コネクタはDC急速充電用の2つの追加ピンが追加され、最大350 kWまでサポートする。
SAE Internationalの元で、IEC62196タイプ1「SAE Surface Vehicle edcomended Practice J1772 SAE Electric Vehicle Conductive Charge Coupler」として北米標準として規格化されている。
SAEは、電気自動車の充電システムとカプラーの一般的な物理的、電気的、通信プロトコル、および性能要件を定めている。

## Combined Charging System (CCS)

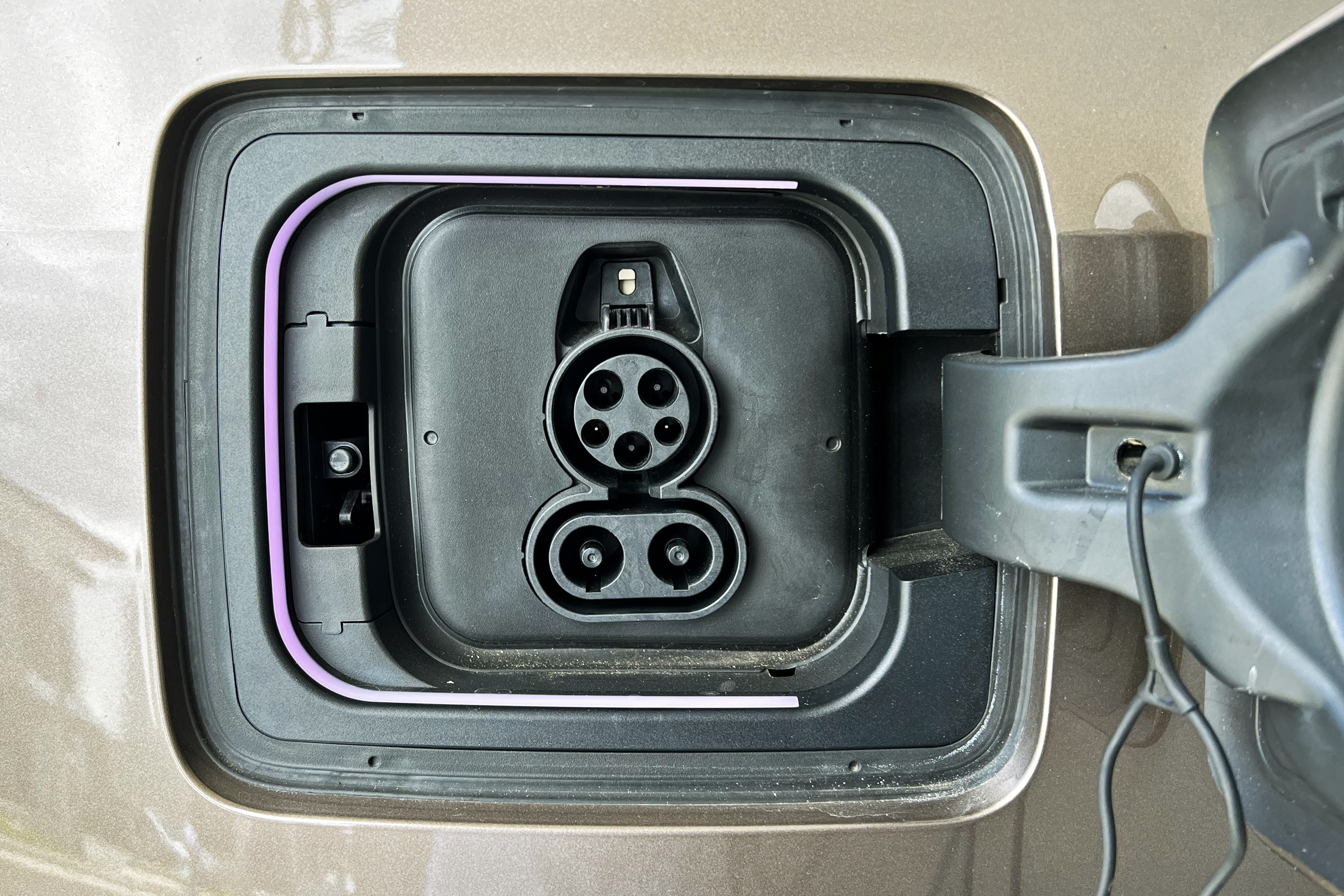
J1772と2つのDC高速充電ピンを持つ車両側CCS Combo 1差込口

2011年、SAEは、J1772-2009コネクタの新たなバリアント、J1772/CCS Couplerを策定し、直流電流（DC）急速充電をサポートした。標準の5ピンJ1772コネクタに2つの大きな直流送電用のピンが追加される。コンボ1は、直流200〜920V、最大350 kWをサポートする結合カプラーは、電力線通信技術を使用して車両、オフボード充電器、スマートグリッド間で通信する。7社の自動車メーカー（アウディ、BMW、ダイムラー、フォード、ゼネラルモーターズ、ヒュンダイ、ポルシェ、ボルボ、およびフォルクスワーゲン）は、2011年後半に2012年半ばにCCSを導入することで合意した。 SAEコンボプラグを使用する最初の車両は、2013年後半にリリースされたBMW i3と2014年にリリースされたシボレーSpark EVだった。
欧州では、コンボカプラーは、タイプ2（VDE）AC充電コネクタ（コンボ2）に基づいており、DC充電のSAE仕様とHomePlug Green PHY PLCプロトコルとの完全な互換性を維持している。 2019年、テスラは、ヨーロッパにCCSコンボ2プラグを使用してモデル3を投入したが、米国ではCCSを含むモデルを投入していない。ヨーロッパでのモデル3の投入により、テスラはCCS充電ケーブルをV2スーパーチャージャーに追加した。（CCS Combo 2とTesla DC Type 2の両方をサポートする）。ヨーロッパV3テスラスーパーチャージャーには、CCS充電ケーブルのみが含まれている。

### 充電
SAE J1772-2017標準では、ACレベル1、ACレベル2、DCレベル1、DCレベル2の充電の4つのレベルを定義している。以前にリリースされたJ1772の改訂版には、ACレベル3もリストされていたが、実装されていない。
| 充電方法   | 電圧 (V)       | 相 | 最大電流 （連続） (A) | ブレーカー最大許容電流(A) | 最大電力 (kW) |
| ---------- | -------------- | -- | --------------------- | ------------------------- | ------------- |
| AC Level 1 | 120            | 1  | 12                    | 15                        | 1.44          |
| AC Level 1 | 120            | 1  | 16                    | 20                        | 1.92          |
| AC Level 2 | 208 または 240 | 1  | 24–80                 | 30–100                    | 5.0–19.2      |
| AC Level 3 | 208–600        | 3  | 63–160                | 80-200                    | 22.7–166      |
| 充電方法   | 電圧 (V)       | 相 | 最大電流 (A)          | 最大電流 (A)              | 最大電力 (kW) |
| DC Level 1 | 50–1000        | –  | 80                    | 80                        | 80            |
| DC Level 2 | 50–1000        | –  | 400                   | 400                       | 400           |

1. ↑  NEC 625.41 条によると、ブレーカー回路の定格は EVSE の最大連続電流の 125% 以上でなければならない。

電流値は最小6Aまでしか制限できない。これは電流制限値を通知するControl Pilotのパルス幅変調の最小デューティサイクルが10％で、6A未満を表現できないためである。
日産サクラのようにACレベル2に対応していても車載充電器側の性能により電流が3kW以下に制限されることもある。日産リーフ40kWhのように注文時オプションを選択した場合のみ6kWに対応するものもある。

### 安全性
J1772には、いくつかのレベルの衝撃保護が含まれており、濡れた状態であっても充電の安全性を確保する。 物理的には、接続ピンは嵌合時にコネクタ内部に隔離されており、ピンへの物理的に触れることは出来ない。 非嵌合時、J1772 コネクタはピンに電力を供給しない; 車両がコマンドを送るまで通電することはない。
近接検出ピン（PP）は、コネクタリリースボタンのスイッチに接続されている。リリースボタンを押すと、車両は電流を遮断する。コネクタが取り外される時、より短いコントロールパイロットピン（CP）が最初に切断され、EVSEがプラグへの電力を止める。これにより、電力線が通電中に切断されず、アーク放電による寿命を回避できる。接地ピン(PE)は他のピンよりも長いので、最後に切断される。

## JARI認証
日本では、EV充電器の安全性や互換性を担保するための認証制度として一般財団法人日本自動車研究所による「JARI認証」がある。
国の補助制度である「充電インフラ補助金」を受け取るためにはJARI認証を取得した充電器を購入する必要がある。
JARIのホームページに詳細な申請書類等が用意されている。認証には設計のみならず工場の品質管理マネジメントの認定も必要となる。
互換性を確保するため、信号の電圧、周波数精度、立ち上がり、立ち下がり時間、AC電力の遮断及び通電遅延などが細かに定められ、検査される。

## 信号処理

J1772 信号処理回路

シグナル伝達プロトコルは、次の充電シーケンスにしたがって設計されている。
- EVSEは、AC入力電力の存在を伝える
- 車両は、近接回路（proximity circuit）を介してプラグを検出する（これを利用して、車両は接続中の運転を防ぐことができる）。プラグを取り外そうとラッチを押すとこれも検出する。
- Control Pilot (CP)は次の機能を行う
  - 充電スタンドが車両を検出する
  - 車両が電流を受け取る準備が出来ていることを確認する
  - 車両へ供給する電流量を決定する
  - 車両に供給可能な電流量を通知する
- 車両は電力供給を充電スタンドに指示する
- 車両および充電スタンドが安全に接地されているか継続的に監視する
- 車両が決定したとおりに通電する
- プラグの切断を検知し充電を中断する

技術仕様は、2001年のSAE J1772のバージョンで最初に規定され、その後IEC 61851-1およびIEC TS 62763：2013で規定された。充電ステーションは、12 Vをコントロールパイロット（CP）に置き、近接パイロット（別名Plug Present：PP）を電圧の違いを測定する。この仕組みは他の充電規格に比べ単純でICを必要とせず、-40°Cから+85°Cの温度範囲で動作できる。

### Control Pilot
コントロールパイロット（モード）：充電スタンドは、抵抗器とダイオード（電圧範囲±12.0±0.4 V）によって、車両側の保護接地線を負、CPを正とし、1 kHzの方形波を送信する。
1kHzで供給電圧は+12V,-12Vを交互に繰り返す。
CP – PE（保護地球）回路が開いている場合、公共充電ステーションの電力供給は止まっているが、標準ではモード1（最大16 A）の充電電流が許可される。回路が閉じている場合、充電ステーションは保護接地が機能していることを確認することもできる。車両は、CPピンとPEピンの間に抵抗を設定することにより、特定の充電機能を要求できる。
- ステータスB,2.7kΩは、車両が充電を必要としていない（モード3）ことを知らせる。
- ステータスC, 880Ωは、車両は充電する準備ができていると知らせる。
- ステータスD,240Ωは、充電のために換気を必要としていることを知らせる。充電ステーションは、エリアが換気されている場合にのみ充電電力を供給する。充電時可燃性ガスが発生する自動車がこれを使用する。尤も一般的に普及しているEVは可燃性ガスが発生しないため、換気機能を持った充電器はほとんどない。[20]

SAE J1772：2001のCPライン回路の例は、現在のループCP – PEが2.74kΩ抵抗器を介して車両側に永続的に接続されており、ケーブルが充電ステーションに接続されているときに+12 Vから+9 Vに電圧低下し、矩形波発生器を活性化することを示している。充電は、車両によって並列1.3kΩ抵抗を添加して+6 Vに電圧降下するか、必要な換気に平行270Ω抵抗器を追加して+3 Vに電圧低下することにより、活性化される。充電スタンドは、CP – PEループに存在する電圧範囲をチェックすることによって状態を知る。
ダイオードによって電圧範囲は正の範囲になる。 CP – PEループの負の電圧は車両内のD1によってブロックされ、負の状態時ににCP – PEループに流れる重要な電流は、致命的なエラー（ピンに触れるなど）と見なされるため、電流を遮断する。
IEC62196-2 オスプラグの場合、コントロール パイロット ピンは短く作られており、接続されていないケーブルが「延長コード」として使用されるのを防ぐ。これにより、電流容量が低い可能性のある下流ケーブルが、より高い電流定格のケーブルに接続されるのを防ぐことができる。
| Base status | 状況                   | 抵抗, CP–PE  | 抵抗, R2 | 電圧, CP–PE |
| ----------- | ---------------------- | ------------ | -------- | ----------- |
| Status A    | スタンバイ             | Open, or ∞ Ω |          | +12 V       |
| Status B    | 車両検知               | 2740 Ω       |          | +9±1 V      |
| Status C    | 充電可能               | 882 Ω        | 1300 Ω   | +6±1 V      |
| Status D    | 充電可能だが要換気     | 246 Ω        | 270 Ω    | +3±1 V      |
| Status E    | 無電力（シャットオフ） |              |          | 0 V         |
| Status F    | エラー                 |              |          | -12 V       |

コントロールパイロット（電流制限） ：充電スタンドは、パルス幅変調信号により供給可能な最大電流を通知することが出来る。16％PWMは最大10A、25％PWMは最大16A、50％PWMは最大32A、90％PWMは急速充電オプションを示す。
1 kHz CP信号のPWMデューティサイクルは、最大許容主電源電流を示す。SAEによると、これにはコンセント、ケーブル、車両インレットが含まれる。米国では、電流容量（アンペア容量または電流容量）の定義は、連続動作と短時間動作に分かれている。 SAEは、電流容量値を1 kHz信号の1 msフルサイクルに基づく式で導き出すものと定義しており。100μsから850 μsまでの範囲では10 μsあたり0.6 Aで表される。（最低電流は（100 μs/10 μs）× 0.6 A = 6 Aとなる）。850 μsを超えると、式では640 μsを減算し、その差に2.5を掛ける必要がある。たとえば、（（960 μs − 640 μs）/ 10 μs）× 2.5 A = 80 Aとなる。
| パルス幅変調 | SAE連続                            | SAE短期                            |
| ------------ | ---------------------------------- | ---------------------------------- |
| 50%          | 30A                                | 36A                                |
| 40%          | 24A                                | 30 A                               |
| 30%          | 18A                                | 22A                                |
| 25%          | 15A                                | 20A                                |
| 16%          | 9.6A                               |                                    |
| 10%          | 6A                                 |                                    |
| 5%           | HLC(ISO 15118に基づく高レベル通信) | HLC(ISO 15118に基づく高レベル通信) |

### Proximity Pilot
SAE J1772 のピン配置例に示されているように、近接ピン PP ( plug presentとも呼ばれる) は、スイッチ S3 がコネクタ ラッチ リリース アクチュエータに機械的にリンクされていることを示す。充電中、EVSE 側は S3 と 150 Ω R6 を介して PP-PE ループを作る。ラッチが開くと、充電コネクタ側の PP-PE ループに 330 Ω R7 が追加され、ラインに電圧シフトが生じ、充電電源ピンが実際に切断される前に電気自動車が制御されたシャットオフを開始できるようになる。
しかし、多くの低電力アダプタ ケーブルでは、PP ピンでロック アクチュエータの状態を検出できない。
IEC 62196では、近接ピンはケーブルの電流容量を示すためにも使用される。これは、非テザー 充電スタンドに関係する。
抵抗器は、ケーブル アセンブリの最大電流容量に合わせてコード化されている。EV は、推奨解釈範囲の値で定義されているように、Rc (上記の J1772 信号回路では R6 として表示) の測定によってケーブルの電流容量が超過していることが検出されると、電流供給を中断する。
Rc は、取り外し可能なケーブル アセンブリ内の PP と PE の間に配置される。
| ケーブルアセンブリの電流容量 | Rc (図中ではR6)（±3％） | EVSEによる推奨解釈範囲 |
| ---------------------------- | ----------------------- | ---------------------- |
| 13A                          | 1.5kΩ / 0.5W            | 1～ 2.7kΩ              |
| 20A                          | 680Ω/0.5W               | 330Ω – 1kΩ             |
| 32A                          | 220Ω/1W                 | 150～ 330Ω             |
| 70 A 単相 / 63 A 三相        | 100Ω/1W                 | 50～ 150Ω              |

### High Level Communication (HLC)
ISO 15118に対応することで、車両と充電スタンド間でデジタル通信が可能となりプラグアンドチャージなどの機能を実装できるようになった。
充電スタンドと車両間の通信は、SAE J1772コネクタのControl Pilot線に高周波信号を重畳することで行われる。PWMのデューティ比を5%に設定するとHLCを行う合図となる。物理層はHomePlug Green PHY電力線通信（PLC）、TCP/IP通信である。